# Banshee (médialejátszó)
A Banshee egy nyílt forráskódú multimédia lejátszó program. Képes különféle  audióformátumok és helyi vagy internetes videók lejátszására, továbbá audió CD-k hallgatására és rippelésére, internetes rádióállomások vételére, last.fm támogatásra; stb. Támogatja a podcastokat és a videó podcastokat. Le tudja játszani az interneten megtalálható rádiók jó részét. A program kezeli a saját médiatárakat is.

## Verziók
| Verzió | Megjelenés           |
| ------ | -------------------- |
| 1.0    | 2008. június 5.      |
| 1.2    | 2008. július 29.     |
| 1.2.1  | 2008. augusztus 12.  |
| 1.4.1  | 2008. november 10.   |
| 1.4.2  | 2009. január 20.     |
| 1.4.3  | 2009. március 4.     |
| 1.6.0  | 2010. március 31.    |
| 1.6.1  | 2010. május 7.       |
| 1.8.0  | 2010. szeptember 29. |
| 1.8.1  | 2011. január 28.     |
| 2.0.0  | 2011. április 6.     |
| 2.0.1  | 2011. május 2.       |
| 2.2.0  | 2011. szeptember 21. |
| 2.2.1  | 2011. november 1.    |
| 2.4.0  | 2012 március 21.     |
| 2.4.1  | 2012. május 31.      |
| 2.6.0  | 2012. október 3.     |
| 2.6.1  | 2013. április 16.    |
| 2.6.2  | 2014. február 18.    |
| 2.9.0  | 2013. október 8.     |
| 2.9.1  | 2014. március 18.    |
| 3.0.0  | HAMAROSAN            |

| Szín    | Jelentés                    |
| ------- | --------------------------- |
| Vörös   | Régi kiadás                 |
| Zöld    | Jelenlegi stabil kiadás     |
| Narancs | Jelenlegi fejlesztői kiadás |
| Kék     | Jövőbeli kiadás             |

## Helix Banshee
A Helix Banshee a szoftver egy korai kiadása volt, mely az openSUSE rendszereken volt telepítve.

## Külső hivatkozások
- Frissítési naplók (angol)